# Baoshengdadi
Cette page contient des caractères spéciaux ou non latins. S’ils s’affichent mal (▯, ?, etc.), consultez la page d’aide Unicode.
Baoshengdadi 保生大帝l'"Empereur qui préserve la vie" est un dieu chinois guérisseur à coloration fortement taoïste révéré particulièrement sur les côtes du Fujian et à Taïwan. On l'appelle aussi "Wu l'Être véritable" (吳真人) et "Seigneur du grand Tao" (大道公). Son culte est parti de Baijiao (白礁), préfecture de Quanzhou, province du Fujian. Présenté comme un avatar de la divinité stellaire Ziweixing (紫微星), l'arc stellaire du ciel septentrional, il se serait une première fois incarné enTaibo (泰伯), personnage mentionné dans le Shujing, recueil de textes historiques anciens utilisé pour l'éducation des futurs fonctionnaires. Taibo était le fils aîné d'un roi des Zhou, présenté comme modèle de sagesse pour avoir cédé son trône à son frère cadet, avant de se retirer à Jinling (金陵), site de l'actuelle Nankin. Il se serait ensuite réincarné à Baijiao sous les Song en 979, le 15 du 3e mois lunaire, sous le nom de Wu Tao (吳本 - prononciation inhabituelle de 本). Ses autres prénoms sont Huaji (華基) et Xuedong (雪東). Il semble que Baoshengdadi soit le résultat de la divinisation d'une personne réelle morte en 1036 ; les familles Wu du Fujian prétendent en effet être originaire de Jinling et descendre de Taibo, dont le fief était dans le pays de Wu.

## Légende

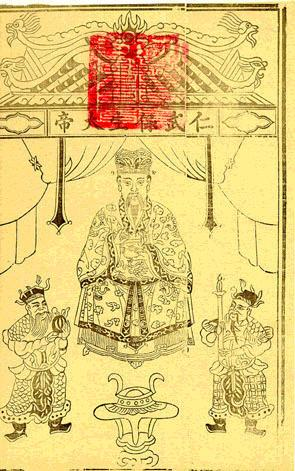
Baoshengdadi

Sa biographie divine abonde bien sûr en épisodes fantastiques. Il aurait été conçu lorsque sa mère avait avalé en rêve une tortue ; au moment de sa naissance, les divinités astrales Vénus et Ursa major seraient apparues dans la chambre, accompagnant le dieu Ziweixing qui allait se réincarner. Wu Tao aurait été fonctionnaire, ensuite alchimiste, puis médecin exceptionnel, avant de devenir immortel et dieu. 
Baoshengdadi étendait ses secours médicaux aux animaux et aux créatures fantastiques. Un jour qu'il était allé en montagne à la recherche d'herbes médicinales, il rencontra un tigre qui étouffait car l'épingle à cheveux de la femme qu’il venait d’avaler lui était restée en travers de la gorge. L'animal le supplia de l’aider. Après l'avoir admonesté et convaincu de changer de vie, il le sauva. Un tigre est d'ailleurs souvent représenté dans ses temples. Une autre fois, il guérit l’œil d’un dragon.

## Faveur impériale
Que Wu Tao ait ou non réellement existé, le culte de Baoshengdadi a bel et bien pris son essor sous les Song grâce au soutien d'empereurs. Gaozong lui fit construire officiellement un temple dans le Fujian, et Xiaozong, son fils, lui décerna son premier titre en 1171 : "Être véritable du grand Tao" (Dadao Zhenren 大道真人). "Être véritable", terme qui apparait dans le Zhuangzi et le Huainanzi, désigne un immortel taoïste distingué par l'empereur. Les souverains Song lui manifestèrent plusieurs fois leur faveur.  
La tradition locale l'explique par une légende : lorsque l’empereur Gaozong des Song était encore prince impérial, il fut pris en otage par le royaume de Jin. Ayant réussi à s'échapper à pied, il arrivait devant un temple de Baoshengdadi lorsqu'il entendit un bruit de galop ; un cheval apparut sur lequel il grimpa et s’enfuit. Une fois en sécurité, il en descendit et s'aperçut à sa grande stupéfaction qu'il s'agissait d'un cheval de terre.
Une autre dynastie dont les empereurs s'intéressèrent au dieu fut celle des Ming. Chengdi lui décerna son titre actuel d'empereur, et Renzong lui octroya la robe impériale. Il aurait obtenu ces faveurs en remerciement de l'aide apportée à  Zhu Yuanzhang, fondateur des Ming, lors de la bataille du lac Poyang (鄱陽湖) dans le Jiangxi, et de la guérison de l’impératrice consorte de Chengdi.

## Rivalité divine
Les immigrants de Quanzhou ont apporté son culte à Taïwan, où il est devenu très populaire. Le folklore local lui prête une rivalité avec à la grande déesse Mazu, dont l'anniversaire tombe le même mois que le sien. Un dicton taïwanais attribue en effet le temps changeant du troisième mois lunaire aux deux divinités se disputant la vedette : "En mars, Mazu vente et Baosheng fait pleuvoir". Il est d'ailleurs conseillé de ne pas mettre leurs effigies côte à côte sur un autel. Comme ils sont tous deux censés avoir vécu sous les Song, certains fidèles n'hésitent pas à imaginer entre eux une histoire d'amour ayant mal tourné pour expliquer l'hostilité actuelle.